# Каролін Жорж
Каролін Жорж (фр. Karoline Georges) ― квебекська письменниця.

## Біографія
Народилася в Монреалі в 1970 році. Спочатку викладала сучасні танці, а потім вивчала міждисциплінарне мистецтво в Університеті Квебеку в Шикутімі та історію мистецтв в Університеті Квебеку в Монреалі.

### Творчість
Перший роман La Mue de l'hermaphrodite з'явився у 2001 році, у 2003 році — L'Itinérante qui vient du Nord, твір для дітей та підлітків, було відзначено «Срібною печаткою» Книжкової премії М. Крісті. Знову вона привернула до себе увагу романом Sous béton, опублікованим у 2011 році у видавництві «Альто» й перевиданим Folio в колекції SF у 2018 році. Таким чином цей твір став першим квебекським романом у престижній колекції видавництва «Галлімар» (Франція).
Художниця сучасного мистецтва цікавиться віртуальними проявами, можливими становленнями, прагненням до піднесеності й розгортанням свідомості через технології.
З 1995 по 2018 роки стала лауреатом 17 відзнак і нагород. Зокрема, здобула Премію Ради літератури і мистецтв Квебеку (2012), премію за мистецьку творчість та FutureFest Art Prize у Великій Британії (2016), а також найвищою та найпрестижнішою літературною нагородою Канади — Літературною премією генерал-губернатора (за роман De synthèse).
Натхненна еволюційними теоріями, освітленими осколками та похідними трансгуманізму, її твори населені істотами науки, комп'ютерної свідомості, цифрових аватарів, клонів і андроїдів у пошуках досвіду трансцендентності, переступання за межу. Гібридна праця, що поєднує літературу, звукове мистецтво, фото-, відеоматеріали і 3D-моделювання, підхід художниці поєднується навколо поліморфного квесту піднесеності; фізична, духовна, естетична сублімація, сублімація зображення тіла у віртуальному просторі або сублімація міського середовища віртуальним поетичним втручанням.

### Український переклад
У 2020 році в перекладі Ростислава Нємцева виходить українська версія відомого твору Каролін Жорж «Із синтезу», виданого в 2017 році у монреальському видавництві «Альто», який був відібраний на Премію книжкових магазинів Квебека до того, як у 2018 році отримав премію Жака-Броссара, премію Арлетта-Кустура (Arlette-Cousture), премію Aurora Boréal. За два роки роман отримав десять визначних нагород, у тому числі й Літературну премію генерал-губернатора (найвищу та найпрестижнішу літературну нагороду Канади).
Українському читачеві роман представлений Видавництвом Анетти Антоненко, яка не вперше звертається до кращих зразків квебекської літератури.
Роман «Із синтезу» розповідає про модель, яка об'їздила безліч країн у пошуках себе й абсолюту та намагається врятуватися від внутрішньої порожнечі, перетнути межі реальності та стати ідеальним зображенням завдяки своєму цифровому аватару.
За футуристичними деталями високотехнологічного майбутнього ховається тотальна самотність дитини, сімейні драми й ескапізм.
Це історія тіла і відображення, утворення та розпаду, загадка досконалого образу, незважаючи на смертність плоті. Авторка занурює читача в розповідь надзвичайної естетики та чистоти, яка змінює уявлення про свідомість і душу.